# Seznam dílů seriálu Roswell: Nové Mexiko
Toto je seznam dílů seriálu Roswell: Nové Mexiko. Americký dramatický televizní seriál Roswell: Nové Mexiko byl premiérově vysílán od 15. ledna 2019 do 5. září 2022 na stanici The CW. Celkem bylo odvysíláno 52 dílů seriálu.
Premiéra čtvrté řady, kterou stanice oznámila 3. února 2021, se uskutečnila 6. června 2022.

## Přehled řad
| Řada | Díly | Premiéra v USA    | Premiéra v USA  | Premiéra v ČR  | Premiéra v ČR     |
| Řada | Díly | První díl         | Poslední díl    | První díl      | Poslední díl      |
| ---- | ---- | ----------------- | --------------- | -------------- | ----------------- |
| 1    | 13   | 15. ledna 2019    | 23. dubna 2019  | 24. dubna 2019 | 17. července 2019 |
| 2    | 13   | 16. března 2020   | 15. června 2020 | 29. dubna 2020 | 22. července 2020 |
| 3    | 13   | 26. července 2021 | 11. října 2021  | 15. září 2021  | 8. prosince 2021  |
| 4    | 13   | 6. června 2022    | 5. září 2022    | 7. června 2022 | 6. září 2022      |

## Seznam dílů

### První řada (2019)
| Č. v seriálu | Č. v řadě | Původní název                    | Režie                   | Scénář                                                                   | Premiéra v USA  | Premiéra v ČR     |
| ------------ | --------- | -------------------------------- | ----------------------- | ------------------------------------------------------------------------ | --------------- | ----------------- |
| 1            | 1         | Pilot                            | Julie Plec              | Carina Adly MacKenzie                                                    | 15. ledna 2019  | 24. dubna 2019    |
| 2            | 2         | So Much for the Afterglow        | Tim Andrew              | Eva McKenna a Carina Adly MacKenzie                                      | 22. ledna 2019  | 1. května 2019    |
| 3            | 3         | Tearin' Up My Heart              | Geoff Shotz             | Rick Montano a Vincent Ingrao                                            | 29. ledna 2019  | 8. května 2019    |
| 4            | 4         | Where Have All the Cowboys Gone? | Lance Anderson          | Sabir Pirzada a Christopher Hollier                                      | 5. února 2019   | 15. května 2019   |
| 5            | 5         | Don't Speak                      | Jeffrey Hunt            | Adam Lash a Cori Uchida                                                  | 12. února 2019  | 22. května 2019   |
| 6            | 6         | Smells Like Teen Spirit          | Tim Andrew              | Eva McKenna a Carina Adly MacKenzie                                      | 26. února 2019  | 29. května 2019   |
| 7            | 7         | I Saw the Sign                   | Paul Wesley             | Miguel Nolla a Christopher Hollier                                       | 5. března 2019  | 5. června 2019    |
| 8            | 8         | Barely Breathing                 | Ruba Nadda              | Glenn Farrington a Kamran Pasha                                          | 12. března 2019 | 12. června 2019   |
| 9            | 9         | Songs About Texas                | Shiri Appleby           | Sabir Pirzada a Carina Adly MacKenzie                                    | 19. března 2019 | 19. června 2019   |
| 10           | 10        | I Don't Want To Miss a Thing     | Lance Anderson          | Rick Montano a Vincent Ingrao                                            | 26. března 2019 | 26. června 2019   |
| 11           | 11        | Champagne Supernova              | Edward Ornelas          | Adam Lash a Cori Uchida                                                  | 9. dubna 2019   | 3. července 2019  |
| 12           | 12        | Creep                            | Dawn Wilkinson          | Steve Stringer a Christopher Hollier                                     | 16. dubna 2019  | 10. července 2019 |
| 13           | 13        | Recovering the Satellites        | Julie Plec a Tim Andrew | námět: Carina Adly MacKenzie scénář: Eva McKenna a Carina Adly MacKenzie | 23. dubna 2019  | 17. července 2019 |

### Druhá řada (2020)
| Č. v seriálu | Č. v řadě | Původní název                                 | Režie               | Scénář | Premiéra v USA  | Premiéra v ČR     |
| ------------ | --------- | --------------------------------------------- | ------------------- | --- | --------------- | ----------------- |
| 14           | 1         | Stay (I Missed You)                           | Lance Anderson      | Carina Adly MacKenzie                                                                                        | 16. března 2020 | 29. dubna 2020    |
| 15           | 2         | Ladies and Gentlemen We Are Floating in Space | Lance Anderson      | Eva McKenna                                                                                                  | 23. března 2020 | 6. května 2020    |
| 16           | 3         | Good Mother                                   | Jeffrey Hunt        | Deirdre Mangan a Carina Adly MacKenzie                                                                       | 30. března 2020 | 13. května 2020   |
| 17           | 4         | What If God Was One of Us?                    | Shiri Appleby       | Steve Stringer a Christopher Hollier                                                                         | 6. dubna 2020   | 20. května 2020   |
| 18           | 5         | I'll Stand By You                             | Kimberly McCullough | Alanna Bennett a Jason Gavin                                                                                 | 13. dubna 2020  | 27. května 2020   |
| 19           | 6         | Sex and Candy                                 | Geoff Shotz         | Rick Montano a Vincent Ingrao                                                                                | 20. dubna 2020  | 3. června 2020    |
| 20           | 7         | Como La Flor                                  | Barbara Brown       | Danny Tolli a Carolina Rivera                                                                                | 27. dubna 2020  | 10. června 2020   |
| 21           | 8         | Say It Ain't So                               | Rachel Raimist      | Eva McKenna a Christopher Hollier                                                                            | 4. května 2020  | 17. června 2020   |
| 22           | 9         | The Diner                                     | Aisha Tyler         | námět: Steve Stringer a Carina Adly MacKenzie scénář: Steve Stringer, Alanna Bennett a Carina Adly MacKenzie | 11. května 2020 | 24. června 2020   |
| 23           | 10        | American Woman                                | Marcus Stokes       | Rick Montano, Vincent Ingrao a Jason Gavin                                                                   | 18. května 2020 | 1. července 2020  |
| 24           | 11        | Linger                                        | Franklin Vallette   | Ariana Quiñónez a Deirdre Mangan                                                                             | 1. června 2020  | 8. července 2020  |
| 25           | 12        | Crash Into Me                                 | Joanna Kerns        | Danny Tolli a Carolina Rivera                                                                                | 8. června 2020  | 15. července 2020 |
| 26           | 13        | Mr. Jones                                     | Jeffrey Hunt        | Christopher Hollier a Carina Adly MacKenzie                                                                  | 15. června 2020 | 22. července 2020 |

### Třetí řada (2021)
| Č. v seriálu | Č. v řadě | Původní název                   | Režie              | Scénář                                                                                                | Premiéra v USA    | Premiéra v ČR      |
| ------------ | --------- | ------------------------------- | ------------------ | --- | ----------------- | ------------------ |
| 27           | 1         | Hands                           | Lance Anderson     | Carina Adly MacKenzie                                                                                 | 26. července 2021 | 15. září 2021      |
| 28           | 2         | Give Me One Reason              | Lance Anderson     | Eva McKenna a Deirdre Mangan                                                                          | 2. srpna 2021     | 22. září 2021      |
| 29           | 3         | Black Hole Sun                  | Aprill Winney      | Eva McKenna a Onalee Hunter Hughes                                                                    | 9. srpna 2021     | 29. září 2021      |
| 30           | 4         | Walk on the Ocean               | Aprill Winney      | Onalee Hunter Hughes a Christopher Hollier                                                            | 16. srpna 2021    | 6. října 2021      |
| 31           | 5         | Killing Me Softly with His Song | Rachel Raimist     | Alanna Bennett a Danny Tolli                                                                          | 23. srpna 2021    | 13. října 2021     |
| 32           | 6         | Bittersweet Symphony            | Rachel Raimist     | námět: Steve Stringer a Leah Longoria scénář: Steve Stringer, Leah Longoria a Eva McKenna             | 30. srpna 2021    | 20. října 2021     |
| 33           | 7         | Goodnight Elizabeth             | Heather Hemmens    | námět: Kristen Haynes a Christopher Hollier scénář: Kristen Haynes, Christopher Hollier a Eva McKenna | 6. září 2021      | 27. října 2021     |
| 34           | 8         | Free Your Mind                  | Ben Hernandez Bray | Ashley Charbonnet a Joel Thompson                                                                     | 13. září 2021     | 3. listopadu 2021  |
| 35           | 9         | Tones of Home                   | America Young      | Alanna Bennett, Leah Longoria a Steve Stringer                                                        | 20. září 2021     | 10. listopadu 2021 |
| 36           | 10        | Angels of the Silences          | Laura Petzke       | Danny Tolli a Onalee Hunter Hughes                                                                    | 27. září 2021     | 17. listopadu 2021 |
| 37           | 11        | 2 Became 1                      | Laura Petzke       | Eva McKenna                                                                                           | 4. října 2021     | 24. listopadu 2021 |
| 38           | 12        | I Ain't Goin' Out Like That     | Lance Anderson     | Isabel Nelson a Danny Tolli                                                                           | 11. října 2021    | 1. prosince 2021   |
| 39           | 13        | Never Let You Go                | Lance Anderson     | Christopher Hollier                                                                                   | 11. října 2021    | 8. prosince 2021   |

### Čtvrtá řada (2022)
| Č. v seriálu | Č. v řadě | Původní název               | Český název                | Režie              | Scénář                                       | Premiéra v USA    | Premiéra v ČR     |
| ------------ | --------- | --------------------------- | -------------------------- | ------------------ | -------------------------------------------- | ----------------- | ----------------- |
| 40           | 1         | Steal My Sunshine           | Ruce                       | Lance Anderson     | Christopher Hollier                          | 6. června 2022    | 7. června 2022    |
| 41           | 2         | Fly                         | Leť                        | Lauren Petzke      | Sarah Tarkoff a Danny Tolli                  | 13. června 2022   | 14. června 2022   |
| 42           | 3         | Subterranean Homesick Alien | Domove, domove...          | America Young      | Joel Anderson Thompson a Leah Longoria       | 20. června 2022   | 21. června 2022   |
| 43           | 4         | Dear Mama                   | Milá mami                  | Ben Hernandez Bray | Ashley Charbonnet a Onalee Hunter-Hughes     | 27. června 2022   | 28. června 2022   |
| 44           | 5         | You Get What You Give       | Jak se do lesa volá...     | Christine Swanson  | Kristen Haynes a Christopher Hollier         | 11. července 2022 | 12. července 2022 |
| 45           | 6         | Kiss From a Rose            | Pel ze tvých rtů           | Michael Grossman   | Sarah Tarkoff a Steve Stringer               | 18. července 2022 | 19. července 2022 |
| 46           | 7         | Dig Me Out                  | Cesta tvá                  | Eric Sherman       | Isabel Nelson a Joel Anderson Thompson       | 25. července 2022 | 26. července 2022 |
| 47           | 8         | Missing My Baby             | Odkud tě znám?             | Antonio Negret     | Ariana Quiñónez a Danny Tolli                | 1. srpna 2022     | 2. srpna 2022     |
| 48           | 9         | Wild Wild West              | Na Divokém západě          | Michael Trevino    | Leah Longoria a Onalee Hunter Hughes         | 8. srpna 2022     | 9. srpna 2022     |
| 49           | 10        | Down in a Hole              | V díře                     | Aprill Winney      | Ashley Charbonnet a Sarah Tarkoff            | 15. srpna 2022    | 16. srpna 2022    |
| 50           | 11        | Follow You Down             | Vzhůru dolů                | Heather Hemmens    | Steve Stringer a Danny Tolli                 | 22. srpna 2022    | 23. srpna 2022    |
| 51           | 12        | Two Sparrows in a Hurricane | Když jde tajfun s vichřicí | John Hyams         | Jenny Phillips a Onalee Hunter Hughes        | 29. srpna 2022    | 30. srpna 2022    |
| 52           | 13        | How's It Going to Be        | Co bude dál?               | Lance Anderson     | Joel Anderson Thompson a Christopher Hollier | 5. září 2022      | 6. září 2022      |